# Trois Extrêmes
Pour plus de détails, voir Fiche technique et Distribution.
Trois Extrêmes (Three... Extremes) est un film coréo-nippo-hongkongais en trois parties réalisé par Takashi Miike, Park Chan-wook et Fruit Chan, sorti le 20 août 2004.
Le film suit le concept de la réalisation du film d'horreur Trois histoires de l'au-delà réalisé par Kim Jee-woon, Nonzee Nimibutr et Peter Chan en 2002.

## Synopsis
Box (La Boîte) : Kyoko se souvient de sa sœur, Shoko. Morte il y a longtemps à présent, la petite contorsionniste lui réapparaît pourtant, parfois, avec un visage inquiétant. Se sentant directement responsable de la mort de sa sœur, la jeune Kyoko multiplie les rêves, les songes étranges : elle y est tour à tour asphyxiée, enterrée vivante... aimée.
Cut (Coupez !) : Un cinéaste réputé et son épouse se retrouvent séquestrés par un maniaque. Celui-ci se propose de couper un doigt de la main de la jeune femme, toutes les cinq minutes, si le taciturne réalisateur coréen ne se plie pas à toutes ses exigences.
Dumplings (Nouvelle Cuisine) : Désireuse de reconquérir son infidèle mari, Mrs Lee tente activement de retrouver sa jeunesse passée. Elle achète à cette fin les services d'une mystérieuse chinoise : Tante Mei. Cette dernière prétend pouvoir faire renaître une jeunesse oubliée, pour ensuite la faire perdurer. Elle propose alors à Mrs Lee de goûter sa recette secrète : des raviolis chinois... dont elle achète les ingrédients auprès de services pratiquant l'avortement, en Chine.

## Fiche technique
- Titre original : Three... Extremes
- Titre français : Trois Extrêmes
- Réalisation : Takashi Miike (Box) ;  Park Chan-wook (Cut) ;  Fruit Chan (Dumplings)
- Scénario : Haruko Fukushima et Bun Saikou (Box) ;  Park Chan-wook (Cut) ;  Lilian Lee (Dumplings)
- Décors : Takashi Sasaki (Box) ;  Yu Seong-hie (Cut) ;  Yee Chung Man (Dumplings)
- Photographie : Kôichi Kawakami (Box) ;  Chung Chung-hoon (Cut) ;  Christopher Doyle (Dumplings)
- Montage : Yasushi Shimamura (Box) ;  Kim Sang-bum et Kim Jae-bum (Cut) ;  Fruit Chan (Dumplings)
- Musique : Kōji Endō (Box) ;  Chan Kwong-wing (Dumplings)
- Production : Fumio Inoue, Kazuo Kuroi, Naoki Sato et Shun Shimizu (Box) ;  Lee Yo-jin, Oh Jung-wan et Ahn Soo-hyun (Cut) ;  Peter Chan et Eric Tsang (Dumplings)
- Société de production : Applause Pictures
- Sociétés de distribution : CJ Entertainment (2004) (Corée du Sud), Lions Gate Films (2005) (USA), Pan-Européenne (2005) (France)
- Pays d'origine :  Japon,  Corée du Sud,  Hong Kong
- Langues originales : Cantonaise, japonaise, coréenne et mandarin
- Format : Couleur - 1,85:1 - Dolby Digital - 35 mm
- Genre : Fantastique, thriller
- Durée : 125 minutes
- Dates de sortie : 
  -  Corée du Sud : 20 août 2004
  -  Hong Kong : 2 septembre 2004
  -  France : 4 mai 2005
  -  États-Unis : 28 octobre 2005 (sortie en salles limitée), 28 février 2006 (sortie en DVD)
- Restrictions :
  -  France : Interdit aux moins de 16 ans lors de sa sortie
  -  États-Unis : R - Restricted (interdit aux moins de 17 ans)

## Distribution
| Box - Mitsuru Akaboshi : Kyoko - Kyoko Hasegawa : Kyoko - Atsuro Watabe : le beau-père - Mai Suzuki - Yuu Suzuki | Cut - Lee Byung-hun : le réalisateur - Kang Hye-jeong : la pianiste - Yum Jung-ah : l'actrice - Im Won-hee : le terroriste | Dumplings - Bai Ling : Mei - Miriam Yeung : Ching - Tony Leung Ka-fai : Lee - Pauline Lau - Lee Mi-mi - Wong So-fun |

## Distinctions

### Récompenses
- Festival international du film de Catalogne 2004 : Meilleurs maquillages pour Trois Extrêmes
- Golden Horse Film Festival 2004 : Meilleur second rôle féminin (Bai Ling)
- Hong Kong Film Awards 2005 : Meilleur second rôle féminin (Bai Ling)
- Hong Kong Film Critics Society Awards 2005 : Meilleur film pour Dumplings

### Nominations
- Festival international du film de Catalogne 2004 : Meilleur film pour Trois Extrêmes
- Golden Horse Film Festival 2004 : Meilleur réalisateur (Fruit Chan), meilleur montage (Tin Sam-fat et Chan Ki-hop) et meilleurs costumes et maquillages (Yee Chung-man et Pater Wong)
- Hong Kong Film Awards 2005 : Meilleur second rôle masculin (Tony Leung Ka-fai), meilleur scénario (Lilian Lee), meilleure photographie (Christopher Doyle) et meilleure direction artistique (Yee Chung-man et Pater Wong)